# Minburn (Iowa)
Minburn è un comune degli Stati Uniti d'America, situato nello Stato dell'Iowa, nella contea di Dallas.